# A无穷代数
A无穷代数（A-infinity algebra，或 {\displaystyle \;A_{\infty }\;}-algebra）是吉姆·斯塔谢夫（Jim Stasheff）在1960年代研究H-空间的乘法的结合性时发现的一种代数结构，又称为强同伦结合代数（strongly homotopy associative algebra）。1970年代陈国才（K.-T. Chen）和T.V. Kadeishvili在一个流形的同调群上用不同的方法各自发现了一种A无穷代数结构。1990年代深谷贤治在研究辛流形的拉格朗日Floer同调（Lagrangian Floer Homology）时推广了斯塔谢夫的概念，称为A无穷范畴（A-infinity category，{\displaystyle \;A_{\infty }\;}-category）。一般数学家把深谷的发现称为深谷范畴（Fukaya category）。

## 定义
设{\displaystyle \;V\;}是数域{\displaystyle \;k\;}上的一个分次线性空间。{\displaystyle \;V\;}上的一个A无穷代数结构是一组映射
满足以下4组关系：
1. {\displaystyle \;m_{1}=d\;}是一个微分，即{\displaystyle \;d^{2}=0;\;}
2. {\displaystyle \;m=m_{2}:V\otimes V\to V\;}是一个链映射，换言之{\displaystyle \;d\circ m=m\circ d;\;}可以把{\displaystyle \;m_{2}\;}看成一个乘法，并且这个乘法能够降到同调上去；
3. {\displaystyle \;m_{3}:V^{\otimes 3}\to V\;}是乘法{\displaystyle \;m\;}关于结合律的同伦，即{\displaystyle \;a\cdot (b\cdot c)\neq (a\cdot b)\cdot c,\;}而是在同伦的意义下是结合的：{\displaystyle \;m_{3}d+dm_{3}=m(m\otimes Id)-m(Id\otimes m);\;}
4. {\displaystyle \;m_{4},\cdots \;}是高阶同伦，即{\displaystyle \;m_{4}\;}是{\displaystyle \;m_{3}\;}的同伦，{\displaystyle \;m_{5}\;}是{\displaystyle \;m_{4}\;}的同伦等等，换言之{\displaystyle m_{n}d-(-1)^{n}dm_{n}=\sum _{i+j=n+1,i,j\geq 2}(-1)^{j}m_{i}\circ m_{j}.\;}

从上面的定义可以看出，对于一个A无穷代数，它的同调实际上形成一个结合代数。这也就是一个A无穷代数称为强同伦结合代数的原因。

## 等价定义
如果读者熟悉余代数的概念，那么考虑{\displaystyle \;V\;}的元素度数降低1然后生成的张量代数，记为{\displaystyle \;TV[1]\;}。{\displaystyle \;TV[1]\;}上有一个自然的余积，为
从而使{\displaystyle \;TV[1]\;}成为一个上代数。{\displaystyle \;V\;}上的一个A无穷代数结构就是{\displaystyle \;TV[1]\;}上的一个余导子（coderivation）{\displaystyle \;\delta \;}并且满足{\displaystyle \;\delta ^{2}=0\;}。关于这两个定义的等价性证明可以参考下面 Markl-Shnider-Stasheff 的书。

## 详解
Stasheff是怎样得到A无穷代数的结构的呢？我们下面以一个具体的例子，同时也是Stasheff所考虑的原型来说明。设{\displaystyle \;M\;}是一个拓扑空间，{\displaystyle \;x\;}为其上一点。记
称为{\displaystyle \;M\;}的环路空间（based loop space）。在{\displaystyle \;\Omega M\;}上我们可以定义一种乘法，如下：任给{\displaystyle \;\gamma _{1},\gamma _{2}\in \Omega M\;}，

回忆学习基本群的时候，我们都验证过这样的乘法并不是结合的，但在同伦意义下是结合的：不难构造这样的同伦，记为{\displaystyle {\tilde {m}}_{3}}，
使得{\displaystyle {\tilde {m}}_{3}(0,\cdot )=(\gamma _{1}\circ \gamma _{2})\circ \gamma _{3}(\cdot ),{\tilde {m}}_{3}(1,\cdot )=\gamma _{1}\circ (\gamma _{2}\circ \gamma _{3})(\cdot )\;}。对于{\displaystyle \;\Omega M\;}里面的4个元素，我们有下面五种乘法，他们是相互同伦的，如下图所示：
图中1表示恒同映射。这样我们就得到了一个以圆周{\displaystyle \;S^{1}\;}为参数的一串从{\displaystyle \;[0,1]\;}到{\displaystyle \;M\;}的映射。事实上因为这些映射的像都是重合的，因而我们实际上可以把这一串映射延拓到以{\displaystyle \;S^{1}\;}为边的圆盘{\displaystyle \;D^{2}\;}上，即为同伦之间的同伦，记为{\displaystyle \;{\tilde {m}}_{4}\;}。如此一直进行下去，我们就得到{\displaystyle \;{\tilde {m}}_{5},{\tilde {m}}_{6},\cdots \;}，等等。在链水平上，我们把{\displaystyle \;{\tilde {m}}_{n}\;}对应的映射记为{\displaystyle \;m_{n}\;}，则不难看出{\displaystyle \;m_{n}\;}就是满足上面A无穷代数定义的那些算子。

## 例子
1. 一个平凡的例子是，任何一个（微分分次）结合代数都是一个A无穷代数。这里只要令{\displaystyle \;m_{3},m_{4},\cdots \;}都等于0就行了。
2. 除了Stasheff的例子和上面这个平凡的例子之外，陈国才和Kadeishvili利用流形的微分形式也构造了一些A无穷的例子，其中陈国才的构造更为深刻，成为有理同伦论（rational homotopy theory）中一个重要的理论。给定一个流形，考虑它上面的微分形式，这是一个微分分次代数（differential graded algebra, DGA），同时我们还可以考虑它的上同调，赋以一个平凡的微分，则它也形成一个微分分次代数。但是这两个微分分次代数不是链等价的！比如说，根据霍奇理论我们可以把上同调用调和形式作为代表，这种不等价性表现在两个调和形式的外积不一定是调和的。根据霍奇分解，我们可以把这种乘积再投射到调和形式里面去，但是这样定义出来的乘法却不再是结合的，但是在同伦的意义下结合。以此，我们实际上得到了一种A无穷代数。这就是陈国才和Kadeishvili以及后来研究者的基本思路，但是陈国才走的更远，他实际上揭示了这种A无穷代数跟流形的环路空间的拓扑之间的关系，以及这些A无穷代数的在某些情况下的退化跟流形本身的一些拓扑障碍有关系，跟Sullivan后来研究流形的形式化（formality）有相似之处。

## 科祖对偶和有理同伦论
Stasheff的A无穷代数的概念自然地出现在关于一般代数结构的分解（resolution）的理论中。给定一个代数结构，我们希望能够通过对它的分解看清其中的结构（对比于流形，这样分解就是波斯尼科夫塔）。这其中，所谓的科祖分解是一种非常有效的分解方式，而A无穷代数则非常自然地出现在结合代数的Koszul分解过程当中：对于一个结合代数，它的科祖分解有一个A无穷代数结构，而这个A无穷代数的科祖分解又是一个A无穷代数，如此不已。但是，原来的结合代数和两次科祖分解后得到的A无穷代数实际上是链等价的，第二个分解和第四个分解也是如此，如此循环。这就是所谓的科祖对偶（Koszul duality）的概念。
对于李代数和交换代数，我们同样可以进行科祖分解。一个李代数的科祖分解有一个C无穷代数（C是交换commutativity的英文缩写）结构，而一个交换代数的科祖分解有一个李无穷代数结构。所谓李无穷代数和C无穷代数，正如A无穷代数一样，他们的同调分别是李代数和交换代数。李代数和交换代数分别是一种特殊的李无穷代数和C无穷代数。由一个李代数经过科祖分解后到C无穷代数然后再经科祖分解到李无穷代数，所得的这两个李无穷代数实际上是同伦等价的，对于交换代数也是如此。因此我们可以说，李代数和交换代数是相互科祖对偶的。这个结论实际上是奎伦在有理同伦论中发现的，他还证明，在有理系数下，这两个代数组成的范畴都和拓扑中的有理同伦型（rational homotopy type）组成的范畴是等价的（有一些单连通性条件）。后来 Sullivan通过考察流形的微分形式，得到了类似的结果，但是更几何，更直观。

## A无穷范畴
考虑一个范畴{\displaystyle \;{\mathfrak {C}}\;}。对于其中的四个对象及其之间态射
我们有
这显示了这些态射之间有一种结合性。一个A无穷范畴就是打破这些结合性，使之成为在同伦意义下是结合的，同时有高阶同伦算子，成为同伦的同伦，同伦的同伦的同伦，等等。因此一个A无穷范畴并不是一个范畴，而是同伦意义下的范畴：它的“同调”形成一个范畴。
深谷在研究辛拓扑的时候发现了这个A无穷范畴的结构。给定一个辛流形，考虑其中的拉格朗日子流形（Lagrangian submanifold）。对其中任意两个拉格朗日子流形，考虑所谓的拉格朗日Floer链复形，形成所谓的态射。深谷发现这些态射之间可以定义乘法，但是这个乘法本身不结合但在同伦意义下结合，他并构造了高阶同伦算子，使之成为一个A无穷范畴，现在称为深谷范畴。

## 相关概念
- B无穷代数（{\displaystyle \;B_{\infty }\;}-algebra）
- C无穷代数（{\displaystyle \;C_{\infty }\;}-algebra）
- E无穷代数（{\displaystyle \;E_{\infty }\;}-algebra）
- G无穷代数（{\displaystyle \;G_{\infty }\;}-algebra）
- 李无穷代数（{\displaystyle \;L_{\infty }\;}-algebra）